# Solicitant de azil
Un solicitant de azil este o persoană care își părăsește țara de reședință, intră într-o altă țară și depune în acea țară o cerere oficială pentru dreptul de azil, conform articolului 14 din Declarația Universală a Drepturilor Omului. O persoană își păstrează statutul de solicitant de azil până la finalizarea cererii pentru dreptul de azil.
Autoritățile competente pentru imigrare din țara de azil stabilesc dacă solicitantului de azil i se va acorda dreptul de protecție prin azil sau dacă azilul va fi refuzat, iar solicitantul de azil devine un imigrant ilegal căruia i se poate cere să părăsească țara și poate fi deportat în conformitate cu condițiile de nereturnare. Semnatarii Declarației Universale a Drepturilor Omului își creează propriile politici pentru evaluarea statutului de protecție al solicitanților de azil, iar proporția solicitanților de azil acceptați sau respinși variază în fiecare an de la o țară la alta.
Solicitantul de azil poate fi recunoscut simultan ca refugiat și i se poate acorda statutul de refugiat dacă circumstanțele sale se încadrează în definiția refugiatului conform Convenției privind statutul refugiaților sau în legile regionale privind refugiații aplicabile - cum ar fi Convenția europeană a drepturilor omului, dacă se află în Uniunea Europeană.
Termenii solicitant de azil, refugiat și imigrant ilegal sunt adesea confundați. În engleza nord-americană, termenul „asylee” este folosit atât pentru un solicitant de azil, așa cum este definit mai sus, cât și pentru o persoană căreia i s-a acordat dreptul de azil.

## Azil și protecție
Dreptul de azil, conform articolului 14 din Declarația Universală a Drepturilor Omului:
1. Orice persoană are dreptul de a solicita și de a beneficia în alte țări de azil împotriva persecuțiilor.
2. Acest drept nu poate fi invocat în cazul urmăririlor penale care decurg în mod real din infracțiuni fără caracter politic sau din acte contrare scopurilor și principiilor Organizației Națiunilor Unite.
— Universal Declarația Drepturilor Omului , Articol 14
Solicitanții de azil care au comis crime împotriva păcii, crime de război sau crime împotriva umanității, sau alte crime de drept comun, sau ale căror acțiuni sunt contrare scopurilor și principiilor Națiunilor Unite, sunt excluși de la protecția internațională. Acest drept de azil este inclus și în Convenția din 1951 privind statutul refugiaților și în Protocolul din 1967 privind statutul refugiaților. La 1 iulie 2013, existau 145 de țări care au ratificat Convenția din 1951 privind statutul refugiaților și 146 Protocolul din 1967. Aceste state sunt ținute de o obligație în temeiul dreptului internațional de a acorda azil persoanelor care se încadrează în definiția Convenției și a Protocolului. Persoanele care nu se încadrează în această definiție pot fi totuși recunoscute drept refugiat în conformitate cu definițiile refugiaților din Convenția din 1951 privind statutul refugiaților și a Protocolului din 1967 privind statutul refugiaților: persoanele care se încadrează în această definiție sunt numite refugiați în temeiul Convenției, iar statutul lor este denumit statut de refugiat în temeiul Convenției. Există forme complementare de protecție în funcție de țară, dacă persoana se încadrează în alte definiții ale statutului de refugiat.
Determinarea practică a obținerii sau nu a dreptului de azil de către o persoană este cel mai adesea lăsată în seama anumitor agenții guvernamentale din țara gazdă. În unele țări, determinarea statutului de refugiat se face de către UNHCR. Sarcina motivării unei cereri de azil revine solicitantului, care trebuie să demonstreze că îndeplinește condițiile pentru a primi protecție.
În multe țări, informațiile privind țara de origine sunt utilizate de către funcționarii din domeniul migrației ca parte a evaluării cererilor de azil, iar guvernele comandă cercetări privind acuratețea rapoartelor lor de țară. Unele țări au studiat ratele de respingere ale deciziilor luate de funcționarii din domeniul migrației, constatând că aceștia resping mai mulți solicitanți decât alții care evaluează cazuri similare - iar funcționarii din domeniul migrației sunt obligați să standardizeze motivele pentru acceptarea sau respingerea cererilor, astfel încât decizia unui adjudecător să fie consecventă cu deciziile colegilor săi.

### Statutul de protecție subsidiară
Protecția subsidiară este o protecție internațională pentru persoanele care solicită azil și care nu se califică drept refugiați. Este o opțiune de obținere a azilului pentru persoanele care nu au o temere bine întemeiată de persecuție (care este necesară pentru obținerea statutului de refugiat în conformitate cu Convenția din 1951), dar care prezintă într-adevăr un risc substanțial de a fi supuse torturii sau unei vătămări grave dacă sunt returnate în țara lor de origine, din motive care includ războiul, violența, conflictul și încălcările masive ale drepturilor omului. Declarația Universală a Drepturilor Omului și legislația Uniunii Europene au o definiție mai largă a cine are dreptul la azil.

### Viză de protecție temporară
Vizele de protecție temporară sunt utilizate pentru persoanele care au solicitat statutul de refugiat după o sosire neautorizată. Este principalul tip de viză eliberată refugiaților la eliberarea din centrele de detenție pentru imigranți, iar aceștia trebuie să o solicite din nou la anumite intervale de timp.

## Statistici privind deciziile de azil
În ultimii 20 de ani, numărul persoanelor care au solicitat azil a variat anual între 0,6 și 2,8 milioane.  Rezultatele cererilor de azil din perioada 2000-2023, conform UNHCR sunt: 
| An   | Total     | Azil asigurat | Altă formă de protecție | Respinși | Cazuri închise în alt fel |
| ---- | --------- | ------------- | ----------------------- | -------- | ------------------------- |
| 2023 | 2.498.303 | 612.908       | 210.910                 | 581.725  | 1.092.760                 |
| 2022 | 2.057.838 | 535.551       | 181.210                 | 584.481  | 756.596                   |
| 2021 | 1.422.047 | 381.074       | 114.406                 | 528.552  | 398.015                   |
| 2020 | 1.381.088 | 350.791       | 108.794                 | 542.999  | 379.044                   |
| 2019 | 1.730.880 | 446.842       | 123.555                 | 664.540  | 494.663                   |
| 2018 | 1.647,261 | 351.123       | 148.849                 | 633.046  | 514.242                   |
| 2017 | 2.006.176 | 483.885       | 248.316                 | 753.286  | 520.689                   |
| 2016 | 2.844.805 | 564.859       | 335.016                 | 604.795  | 1.340.135                 |
| 2015 | 1.647.628 | 443.658       | 237.475                 | 500.805  | 465.690                   |
| 2014 | 1.393.642 | 277.959       | 336.783                 | 429.690  | 349.210                   |
| 2013 | 880.516   | 213.642       | 72.597                  | 375.408  | 218.869                   |
| 2012 | 913.275   | 210.828       | 50.902                  | 436.913  | 204.849                   |
| 2011 | 768.675   | 172.467       | 43.714                  | 359.759  | 192.043                   |
| 2010 | 730.596   | 174.983       | 47.676                  | 355.271  | 152.667                   |
| 2009 | 762.119   | 229.008       | 50.615                  | 321.589  | 161.411                   |
| 2008 | 706.269   | 156.297       | 63.889                  | 325.688  | 154.869                   |
| 2007 | 644.001   | 149.460       | 60.051                  | 260.306  | 174.206                   |
| 2006 | 692.537   | 141.358       | 50.711                  | 306.655  | 193.757                   |
| 2005 | 829.228   | 153.057       | 51.197                  | 361.864  | 263.110                   |
| 2004 | 891.175   | 128.182       | 51.212                  | 445.057  | 266.665                   |
| 2003 | 1.002.084 | 146.358       | 49.099                  | 522.096  | 285.406                   |
| 2002 | 1.010.251 | 161.926       | 62.105                  | 524.552  | 261.728                   |
| 2001 | 946.486   | 169.283       | 79.652                  | 452.180  | 245.155                   |
| 2000 | 1.090.296 | 203.350       | 93.392                  | 543.111  | 249.475                   |

Procentul femeilor în rândul solicitanților de azil în Europa între 2008 și 2018 a fost de 31%, ceea ce ar putea fi explicat prin factori precum inegalitatea de gen în țara de origine și stimulentele economice.

## Procese de determinare a statutului

### Determinarea grupului
Solicitanților de azil li se poate acorda statutul de refugiat pe bază de grup. Refugiații care au trecut prin procesul de determinare a statutului de grup sunt, de asemenea, denumiți refugiați Prima facie⁠(d). Acest lucru se face în situațiile în care motivele pentru solicitarea statutului de refugiat sunt în general bine cunoscute, iar evaluarea individuală ar depăși altfel capacitățile evaluatorilor. Determinarea statutului de grup se realizează mai ușor în statele care nu numai că au acceptat definiția refugiatului din Convenția din 1951, dar utilizează și o definiție a refugiatului care include persoanele care fug de violența generalizată sau nediscriminatorie, care nu sunt acoperite de Convenția din 1951.

### Evaluare individuală
Pentru persoanele care nu intră în țară ca parte a unui grup mai mare, se efectuează interviuri individuale pentru a se stabili dacă persoana are motive suficiente pentru a solicita azil. Între timp, numărul mare de solicitanți de azil obligă guvernele să pună la dispoziție sisteme de învățare automată pentru a-i ajuta atât pe solicitanții de azil, cât și pe ofițerii de imigrări să efectueze evaluări corecte și echitabile.

### Apeluri
În multe țări, solicitanții de azil pot contesta o decizie de respingere prin contestarea deciziei în fața unei instanțe sau a unei comisii de revizuire a migrației. În Regatul Unit, mai mult de una din patru decizii de a refuza protecția unui solicitant de azil sunt anulate de judecătorii de imigrare.

## Drepturile solicitanților de azil
În așteptarea unei decizii, solicitanții de azil au drepturi limitate în țara de azil. În majoritatea țărilor nu au voie să muncească, iar în unele țări nici măcar să facă voluntariat. În unele țări, nu li se permite să se deplaseze liber în interiorul țării. Chiar și accesul la asistență medicală este limitat. În Uniunea Europeană, cei cărora nu li s-a acordat încă statutul oficial de refugiat și care sunt încă în curs de procesare a azilului au unele drepturi restricționate la accesul la asistență medicală. Acestea includ accesul la îngrijire medicală și psihologică. Totuși, drepturile pot varia în funcție de țara gazdă. De exemplu, în conformitate cu Legea privind beneficiile pentru solicitanții de azil (Asylbewerberleistungsgesetz ) din Germania, solicitanții de azil nu beneficiază de asistență medicală primară⁠(d) și sunt limitați la asistență medicală de urgență, vaccinări, sarcină și naștere, cu limitări privind asistența medicală specializată. Solicitanții de azil au o probabilitate mai mare de a se confrunta cu nevoi medicale neacoperite în comparație cu populația germană generală. Solicitanții de azil au, de asemenea, șanse mai mari de internare în spital și de a avea cel puțin o vizită la un psihoterapeut în comparație cu populația generală a Germaniei.

### Organizații conexe
- Amnesty International
- Comitetul Internațional al Crucii Roșii
- Rețeaua Internațională a Orașelor de Refugiu
- Înaltul Comisar al Națiunilor Unite pentru Refugiați